# いとうせいこう
いとう せいこう（本名：伊藤 正幸（読み同じ）、1961年〈昭和36年〉3月19日 - ）は、日本のラッパー、タレント、小説家、作詞家、俳優、ベランダーとして幅広く活動するマルチクリエイター。株式会社エムパイヤ・スネーク・ビルディング取締役。2008年3月より株式会社キューブに所属。血液型AB型。身長170cm、体重64kg。

## 経歴・人物
東京都葛飾区鎌倉町出身。父の伊藤郁男は元参議院議員で民社党政審副会長を務めた。
東邦大学付属東邦中学校・高等学校を経て、早稲田大学法学部へ進学。大学在学中からピン芸人として活動を始める。学生時代より舞台活動としてドラマンスに参加。
ニッポン放送からパーソナリティとしてのオファーがあったが、逆に裏方でラジオの仕組みを勉強したいと頼み、タモリの「オールナイトニッポン」のADをした。その傍ら、高原兄がパーソナリティだった時代の「ヤングパラダイス」では「穴ほりマン」として中継レポーターを務めていたこともある。
大学卒業後、1984年講談社入社。『ホットドッグ・プレス』などの編集部を経て、1986年退社。以降は、フリーランスとして企画や商業ベースの編集を行う。また、ヒップホップMCとして活動する傍ら、執筆活動も行い、1988年に発表した処女小説『ノーライフキング』は第2回三島由紀夫賞、第10回野間文芸新人賞の候補作ともなった。
2006年より、園芸ライフスタイルマガジン『PLANTED』（毎日新聞社）の創刊編集長を務める。
2013年、東日本大震災をテーマとした小説『想像ラジオ』が、第26回三島由紀夫賞および第149回芥川龍之介賞候補となり、第35回野間文芸新人賞受賞。「鼻に挟み撃ち」で、第150回芥川龍之介賞候補。現在は、近畿大学国際人文科学研究所の客員教授を務めている。
2022年3月25日、twitterを更新し、姪の夫が末包昇大（広島東洋カープ）であることを明らかにした。

## 音楽
1980年代、日本にヒップホップカルチャーを広く知らしめ、本格的にラップ・ミュージックで表現したアーティストの一人である。
アフリカン・アメリカンのラップというスタイルを単に模倣したのではなく、日本語の表現方法の可能性を意識的に追求した点で、その後の表現者たちに多大な影響を与えている（この点については日本のヒップホップを参照）。
後に、MCUやKOHEI JAPAN、YOU THE ROCK、スチャダラパー、宇多丸らが影響された事実を語っている。
1985年、アーティスト・プロデューサーとして初めて手がけたアルバム『業界くん物語』を発売し、ヤン富田、藤原ヒロシ、DJ K.U.D.O.、Dub Master X、屋敷豪太らが参加。
1986年、いとうせいこう&タイニー・パンクスとして、アルバム『建設的』を発売。
1989年、ヤン富田プロデュースによる、初のソロ・アルバム『MESS/AGE』を発表。
1990年1月、長編小説の第二作『ワールズ・エンド・ガーデン』を刊行すると、その直後に湾岸戦争が始まった。いとうは、湾岸戦争への自衛隊派遣に抗議し、柄谷行人、中上健次、津島佑子、田中康夫らとともに『湾岸戦争に反対する文学者声明』の発起人に名を連ね、『ビッグコミックスピリッツ』で読者参加型の緊急連載『戦争と平和』を立ち上げ、さらに「自宅闘争」と銘打ったファックスによる反戦活動も始めた。
1992年には藤原ヒロシとサブリミナル・カームを結成。自身のヴォーカルを中心としたアルバムを発表。収録された「かすかなしるし」は、須永辰緒によってカヴァーが出されている。
ラッパー時代は宮崎泉と共に、「MAC THE SEIKO & DUB MASTER X」を名乗っていた。

湾岸戦争以降は、いとうは小説をほとんど発表しなくなっており、2006年の「WB」（『早稲田文学』のフリーペーパー）のインタビューでは、湾岸戦争および小説に関して、以下のように語っていた。
あるときから、僕のコンピュータのデスクトップには「湾岸戦争しかなかった」ってタイトルの、二行だけしかまだないファイルがあるんです。ボードリヤールが「湾岸戦争はなかった」と書いた、あの吞気で80年代的なものから全く転換していない姿勢を、どうにかきちんと批判したいという気持ちが、いまだに強い（中略）あのあと『去勢訓練』という性愛小説を書きましたが、その間も湾岸戦争のことしか考えてないですから。あのときの異常な脱力感と、世界に向き合う立場がなくなった感じを「去勢」と呼び、それをなんとか対象として描いてみようとして性的なことを書いていた。もっとも社会的・世界的なことと、セックスのようにもっとも極私的なことを結びつけて書く以外に、文章が書けなかったんです
本というメディアの意味から考えてるから、自家中毒気味なんですね。ソシュール、デュシャン、レーモン・ルーセルという沈黙と言葉を扱った人たちのことを考えているうちに、自分も結局何もわからなくなって言葉それ自体については沈黙してしまった
2009年にDub Master X、かせきさいだぁ≡などと共に「THE DUB FLOWER」を結成。
2009年7月9日、何度かコラボレーションしていた□□□に加入することを発表。
2013年に16年ぶりの小説『想像ラジオ』を発表。
2016年3月にゲストとして参加していたDUBFORCEへ正式加入。
2018年、DUBFORCEから派生する形で生まれたダブ・ポエトリー・ユニット、いとうせいこう is the poetの活動を開始。
2019年8月、いとうせいこう is the poetの初音源「直して次に渡す／直して次に渡す（And The DUB goes on Mix）」が、限定アナログ盤としてリリース。
2021年3月、いとうせいこう is the poetの1st.アルバム『ITP 1』を発表。

## エピソード
- 『ホットドッグプレス』編集者時代は投稿コーナーを担当しており、お笑いライブプロデューサーヒロ吉田、詩人の小杉なんぎんらが常連だった。
- 家庭菜園に凝っていて、様々な野菜を作っている。初心者へのお勧めはシシトウ。後にエッセイ『ボタニカル・ライフ 植物生活』がNHKで『植物男子ベランダー』としてドラマ化された。
- 『世界一受けたい授業』での特許の授業で塩が固くならない容器のアイデアを出して、優れたアイデアと認められたので特許を出願した[22][注釈 1]。
- みうらじゅん、安斎肇と共に「バギナーズ」という女装ユニットを結成したことがある。
- 『着信御礼!ケータイ大喜利』の初代MCを担当。
- ラヴァーズ・ロックを唄う際は裏声になる。
- 同じ仏像好きのみうらじゅんとはテレビ番組で知り合い、意気投合し、翌日2人による月刊誌の連載が決定した。いとうの仏像好きは「般若心経」その他を読んでいた中学校時代から。通信空手の有段者であるが、同じく通信空手をしていたみうらじゅんが出会った通信空手家3人のうちの1人だという。
- 車の運転免許を持っていない。
- 再婚しているが、そのことを出演する番組スタッフに伝えていない。
- みうらじゅんと共に「テープカッター（式典でのテープカットの専門家）」、「副音サー（あらゆる映像に副音声を付ける専門家）」など、新たな経歴・肩書きを増やし続けている。
- 日本ふんどし協会がふんどし普及に貢献した人物に贈る賞である「ベストフンドシストアワード」を第1回の2011年度から3年連続で受賞している[23]。2014年度にて殿堂入りに認定された。
- 2021年2月6日、子どもが生まれたことと当面子育て第一主義で活動することを自身のTwitterで明らかにした[24]。同時期に俳句デビューしている[25]。
- 『まぼろしの市街戦』『我輩はカモである』『未知との遭遇』『スターダスト・メモリー』『ミラレパ』『アニー・ホール』『灰とダイヤモンド』『かくも長き不在』『旅情』『荒野の七人』キャサリン・ヘップバーン＆スティーブ・マーティンを好きな役者に、自身の映画ベストテンとして以上の作品を挙げている[26]。

## ディスコグラフィー

### シングル
|                                                    | 発売日                           | タイトル                         | c/w                                              | 規格                             | 規格品番                         |
| キャニオン・レコード／T・E・N・T                   | キャニオン・レコード／T・E・N・T | キャニオン・レコード／T・E・N・T | キャニオン・レコード／T・E・N・T                 | キャニオン・レコード／T・E・N・T | キャニオン・レコード／T・E・N・T |
| -------------------------------------------------- | -------------------------------- | -------------------------------- | ------------------------------------------------ | -------------------------------- | -------------------------------- |
| 1st                                                | 1987年4月21日                    | BODY BLOW                        | HEALTHY MORNING TOKYO BRONX (LIVE AT Mounkberys) | 12inch                           | C12A-0561                        |
| 2nd                                                | 1987年7月21日                    | 渚のアンラッキーボーイズ         | まんぼでGANBO! (パンツの穴シスターズ Tu-Tu)      | EP                               | 7A-0752                          |
| DIRTY30 PRODUCTION いとうせいこう is the poet 名義 |                                  |                                  |                                                  |                                  |                                  |
| 3rd                                                | 2019年8月3日                     | 直して次に渡す                   | 直して次に渡す (DUB)                             | EP                               | HR7S145                          |
| 4th                                                | 2019年11月3日                    | iuai                             | iuai dub                                         | EP                               | DIRTY30002                       |
| 5th                                                | 2020年8月29日                    | 怒りを吠えるけもの               | 怒りを吠えるけもの (inst)                        | EP                               | DIRTY30003                       |

#### コラボレート・シングル
| 名義          | 発売日       | タイトル         | c/w                                    | 規格       | 規格品番   |
| Grand Trax    | Grand Trax   | Grand Trax       | Grand Trax                             | Grand Trax | Grand Trax |
| ------------- | ------------ | ---------------- | -------------------------------------- | ---------- | ---------- |
| JUST A ROBBER | 2008年9月6日 | dub On The Beach | Town To Town The Conqueror -TDC Remix- | Maxi       | C12A-0473  |

### アルバム

#### オリジナル・アルバム
|                                                                    | 発売日                                                             | タイトル                                                           | 規格                                                               | 規格品番                                                           |
| キャニオン・レコード／T・E・N・T いとうせいこう & Tinnie Punx 名義 | キャニオン・レコード／T・E・N・T いとうせいこう & Tinnie Punx 名義 | キャニオン・レコード／T・E・N・T いとうせいこう & Tinnie Punx 名義 | キャニオン・レコード／T・E・N・T いとうせいこう & Tinnie Punx 名義 | キャニオン・レコード／T・E・N・T いとうせいこう & Tinnie Punx 名義 |
| ------------------------------------------------------------------ | ------------------------------------------------------------------ | ------------------------------------------------------------------ | ------------------------------------------------------------------ | ------------------------------------------------------------------ |
| 1st                                                                | 1986年9月21日                                                      | 建設的                                                             | LP                                                                 | C25A-0515                                                          |
| 1st                                                                | 1986年9月21日                                                      | 建設的                                                             | CD                                                                 | D30A-0221                                                          |
| ASTRO NATION                                                       |                                                                    |                                                                    |                                                                    |                                                                    |
| 2nd                                                                | 1989年7月25日                                                      | MESS/AGE                                                           | CD                                                                 | ASTRO-001                                                          |
| Sony Records                                                       |                                                                    |                                                                    |                                                                    |                                                                    |
| 3rd                                                                | 1992年5月21日                                                      | OLEDESM                                                            | CD                                                                 | SRCL-2398                                                          |
| DIRTY30 PRODUCTION いとうせいこう is the poet 名義                 |                                                                    |                                                                    |                                                                    |                                                                    |
| 4th                                                                | 2021年3月3日                                                       | ITP 1                                                              | LP                                                                 | DIRTY-30004                                                        |

#### トリビュートアルバム
|                                             | 発売日                                      | タイトル                                    | 規格                                        | 規格品番                                    |                                             |
| キューブ いとうせいこう & リビルダーズ 名義 | キューブ いとうせいこう & リビルダーズ 名義 | キューブ いとうせいこう & リビルダーズ 名義 | キューブ いとうせいこう & リビルダーズ 名義 | キューブ いとうせいこう & リビルダーズ 名義 | キューブ いとうせいこう & リビルダーズ 名義 |
| ------------------------------------------- | ------------------------------------------- | ------------------------------------------- | ------------------------------------------- | ------------------------------------------- | ------------------------------------------- |
| 1st                                         | 2016年9月21日                               | 再建設的                                    | CD                                          | QBIX-32                                     |                                             |
| 1st                                         | 2016年10月26日                              | 再建設的                                    | LP                                          | QBIX-35                                     |                                             |

#### コラボレーションアルバム
| 名義                               | 発売日           | タイトル         | 規格             | 規格品番         |                  |
| ビクター音楽産業                   | ビクター音楽産業 | ビクター音楽産業 | ビクター音楽産業 | ビクター音楽産業 | ビクター音楽産業 |
| ---------------------------------- | ---------------- | ---------------- | ---------------- | ---------------- | ---------------- |
| SUBLIMINAL CALM                    | 1992年2月21日    | SUBLIMINAL CALM  | CD               | VICL-2067        |                  |
| アミューズソフトエンタテインメント |                  |                  |                  |                  |                  |
| いとうせいこう & POMERANIANS≡      | 2008年5月21日    | カザアナ         | CD               | ASCM-6022        |                  |
| GRANDFUNK                          |                  |                  |                  |                  |                  |
| JUST A ROBBER                      | 2008年5月28日    | JUST A ROBBER 1  | 音楽配信         |                  |                  |

#### プロデュースアルバム
|                     | 発売日              | タイトル            | 規格                | 規格品番            |                     |
| 東芝EMI／EAST WORLD | 東芝EMI／EAST WORLD | 東芝EMI／EAST WORLD | 東芝EMI／EAST WORLD | 東芝EMI／EAST WORLD | 東芝EMI／EAST WORLD |
| ------------------- | ------------------- | ------------------- | ------------------- | ------------------- | ------------------- |
| 1st                 | 1985年12月21日      | 業界くん物語        | LP                  | WTP-72418           |                     |

### タイアップ
| 曲名                     | タイアップ                                       | 収録作品                             |
| ------------------------ | ------------------------------------------------ | ------------------------------------ |
| BODY BLOW                | 日本テレビ系『ハイブリッド・チャイルド』テーマ曲 | シングル「BODY BLOW」                |
| 渚のアンラッキーボーイズ | 『パンツの穴』アニメビデオ・イメージソング       | シングル「渚のアンラッキーボーイズ」 |

### 他のアーティストへの提供曲
- やや「夜霧のハウスマヌカン」（作詞：いとうせいこう、季秀元／作曲：棚部陽一）『業界くん物語』よりシングルカット
- 大竹まこと「俺の背中に火をつけろ！」（作詞：いとうせいこう／作曲：ケラ）『建設的』よりシングルカット
- 福永恵規「3度目のNO TRY」（作詞：いとうせいこう／作曲：蓑輪単志）
- 若林加奈「COOL〜アナタガタリナイ〜」（作詞：いとうせいこう／作曲：大森隆志）
- □□□「惑星のシェルター」（作詞：いとうせいこう／作曲：三浦康嗣、村田シゲ）
- 国本武春「元気を出して節」（作詞：いとうせいこう）
- salyu × salyu「心」「Mirror Neurotic」（作詞：いとうせいこう／作曲：小山田圭吾）
- ももいろクローバーZ「5 The POWER」（作詞：いとうせいこう／作曲：MURO・SUI）
- 花田ゆういちろう・小野あつこ「てとてとパタン」（作詞：いとうせいこう／作曲：ユザーン）NHKEテレ『おかあさんといっしょ』2019年10月の歌
- 月ノ美兎「NOWを」（作詞・編曲：いとうせいこう）[27]
- ユン・ピョウのセカンドアルバムにも、いとうせいこうが作詞（日本語）した一曲がある。いとう本人は長らく完全に忘れていた[28]。
- 花田ゆういちろう・ながたまや「はたらきものブギ」（作詞：いとうせいこう／作曲：TUCKER）NHKEテレ『おかあさんといっしょ』2023年10月の歌

### 客演
- F.O.E./『COME★BACK』※近田春夫、細野晴臣とラップ競演 （1986年）
- Real Fish featuring 桑田佳祐・いとうせいこう/『ジャンクビート東京』（ラップ、作詞、1987年）
- BIG HORNS BEE/『FOR YOU』内「月夜にうさを晴らせ」（ラップ、作詞、1996年）
- 高木完/『ART MAN』内「マイ・ウェイmy way」（ラップ、作詞、1996年）
- ヤン富田/『FOREVER YANN Music Meme 2』内「フォーエバー・ヤング」（ラップ、作詞、1996年 ※「NAIVES」名義）
- ダンス☆マン/『MIRRORBALLISM 2』内「シュワッチ・マインド」（ラップ、1999年）
- □□□/『GOLDEN LOVE』内「おばけ次元」（ラップ、作詞、2007年 ※「OBK」名義）
- レキシ/（レキシネーム「足軽先生」名義）
  - 『レキシ』「歴史ブランニューデイ」（ラップ、作詞、2007年）
  - 『レキツ』「狩りから稲作へ」（ラップ、作詞、2011年）
  - 『レキミ』「恋に落ち武者」（ラップ、作詞、2012年）
  - 『レシキ』「年貢 for you」（ラップ、作詞、2014年）※feat.旗本ひろし、足軽先生として
  - 『Vキシ』「旧石器ベイベ」（作詞、2016年）
- DJ BAKU/『DHARMA feat. いとうせいこう』（2008年）
- 真心ブラザーズ/『俺たちは真心だ!』内「M.C. Sakuの今夜はラップでパーティー」（2008年）
- MCU/『SHU・HA・RI -STILL LOVE-』内「マイク二本 feat. MAC THE SEIKO」（2009年）※『MESS/AGE』収録「マイク一本」のカヴァー
- 原口沙輔/『イ三』内「仮有0三（+いとうせいこう+Uzhaan」（2025年）

## カヴァーされた楽曲
- CHIEKO BEAUTY/「だいじょーぶ」（1992年 『L』収録）
- 須永辰緒/「かすかなしるし」

## 舞台
- 1980年代半ばから宮沢章夫、竹中直人らと共に「ラジカル・ガジベリビンバ・システム」としてプロダクション人力舎に所属していた。
- 1996年からみうらじゅんと共に「The ROCK'N ROLL SLIDERS」として「ザ・スライドショー」を正式に活動している。
- 作家の奥泉光と共に、文学理論や古今・国内外の小説・批評をネタにした「文芸漫談」を行っている。
- 正式メンバーではないがシティボーイズのライブで、中村有志と共に準レギュラーとして活躍している。

## 出演

### テレビ番組
現在
- ビットワールド[注釈 2]（NHK Eテレ） - セイコー、おてんとさん役　他 ※天才ビットくんから引き続き出演
- トウキョウもっと!2元気計画研究所（TOKYO MX）
- 新TV見仏記（関西テレビ/BS12トゥエルビ）
- 電脳ワールドワイ動ショー → 楽しく学ぶ!世界動画ニュース（テレビ朝日）

過去
- 土曜倶楽部　MC（NHK教育）
- Oxala!月曜日担当（スペースシャワーTV）
- 熱血!スペシャ中学（スペースシャワーTV）
- トウキョウリラックス（BS朝日）
- The ゲームナイト（BS日テレ）
- ニッポンテレビ大学（日本テレビ）
- AVガーデン（テレビ朝日）
- 社会の窓（フジテレビ）
- メトロポリタンジャーニー（フジテレビ、旅の提案者「トラベルプランナー」）
- ウンナンのホントコ!(TBS)
- バリキン7 賢者の戦略（TBS）
- ル・こだわりTIME（北海道テレビ）
- 梁山泊（スペースシャワーTV）
- ウワサだけの世紀末（フジテレビ）
- TV見仏記 不定期放送（京都チャンネル）
- 世界一受けたい授業（日本テレビ系）
- Revolution No.8（フジテレビ）
- 天才ビットくん（NHK教育テレビ）
- めがね番長（BSフジ）
- 音知連（スペースシャワーTV）
- 虎の門（テレビ朝日） ※当初は毎回レギュラーであったが、後期は月に1度出演し、その回は「いとうせいこうナイト」という冠が付いた
- こちらアニマルプラネット新聞社（アニマルプラネット）
- 拡散希望中!（テレビ朝日、2014年9月27日 ）[29]
- シルシルミシルさんデー（テレビ朝日）
- オトナの!（2012年1月11日 - 2016年6月30日、TBS）
- スペースシャワーTV開局25周年特別番組“25時間テレビ”（2014年11月29日 - 30日、スペースシャワーTV） - 総合司会
- SPACE SHOWER MUSIC AWARDS（2017年3月7日 - 、スペースシャワーTV） - 司会
- 緊急生放送 山田孝之の元気を送るテレビ（テレビ東京） - 司会
- 隅田川花火大会（テレビ東京） - 副音声
- たけしの北野レガシー（2017年7月15日、BS11）
- せいこうの歴史再考（2016年1月 - 2017年3月、BS12トゥエルビ）[30]
- せいこうユースケトーク!/オトナに!（2016年7月 - 2018年10月、東京MXテレビ/AbemaTV） - MC [31]
- ジャガイモン（テレ朝チャンネル）
- 白昼夢（2017年10月16日 - 2019年3月25日、フジテレビ）[32]
- ファクトリサーチTV（2018年4月15日 - 9月15日、テレビ朝日）‐司会
- すぐ誰かに言いたい!クイズ☆モノシリスト（2018年4月10日 - 2019年10月6日、BS朝日）
- フリースタイルダンジョン（2015年9月 - 2020年7月、テレビ朝日/AbemaTV）
- テレビ放送開始69年 このテープもってないですか?（2022年12月27日 - 29日、BSテレ東）[33]
- BSプレミアムがお引っ越し!カウントダウンSP（2023年11月30日、BS1・BSプレミアム） [34]

### 映画
- 帝都物語（1987年） - 今和次郎 役
- 無能の人（1991年） - 編集者・佐藤 役
- SRサイタマノラッパー ロードサイドの逃亡者（2012年） - 友情出演
- 脳天パラダイス（2020年） - 笹谷修次 役
- 鹿の国（2025年） - 語り[35]

### テレビドラマ
- 薄桜記（2012年、NHK BSプレミアム） - 講釈師 役
- 植物男子ベランダー（2013年・2014年・2015年、 NHK BSプレミアム） - 盆栽店の店主 役（SEASON1：第7話、SEASON2：第8話、SEASON3：第12話）
- 世にも奇妙な物語 「フリースタイル母ちゃん」（2017年、フジテレビ） - 細川正雄 役
- 俺のスカート、どこ行った?（2019年4月20日 - 6月22日、日本テレビ） - 寺尾綴 役
- 連続テレビ小説 らんまん（2023年4月20日 - 9月29日、NHK） - 里中芳生 役[36]（モデル：田中芳男[37]）

### アニメ
- ドラえもん「ドラえもん誕生日スペシャル『走れドラえもん！銀河グランプリ』」（2011年9月9日、テレビ朝日） - セイコー 役

### ラジオ
- いとうせいこう トーキングセッション（NHKラジオ第1放送） ※不定期
- 天然ラジオ（TBSラジオ）[2]
- いとうせいこう GREEN FESTA（文化放送）
- いとうせいこう×みうらじゅん ザツダン!（2016年10月 - 、文化放送）[38]
- 土曜電リクファッション大魔王（ニッポン放送）[2]
- FM Branw'new Wave（TOKYO FM）[2]
- やまだひさしのラジアンリミテッドDX（TOKYO FM）
- FAX YOU（TOKYO FM）
- TOKYO M.A.A.D SPIN「ゆう坊&マシリトのKosoKoso放送局」（2025年5月31日、J-WAVE） - ゲスト出演 ※鳥嶋和彦がMCを務める番組

### ウェブテレビ
- バラステ・虎の門 TIGER'S GATE-LIVESHOW（2018年5月20日、AbemaTV） - MC
- アニメLIVE・声優と夜あそび 2nd season（2020年1月28日、AbemaTV） - ゲスト出演

### CM
- NTT ハローダイヤル
- セガ・エンタープライゼス メガドライブ[注釈 3]
- ローソン
- ネスレジャパン ネッスルの朝ごはん
- au by KDDI
au MNP・大満足キャンペーン
  - 「替える理由“電波（いとうせいこう）”篇」（仲間由紀恵と共演）
  - 「端末ラインナップ篇」（速水もこみち・華原朋美・榮倉奈々・大沢あかねと共演）

## 著書

### 小説
- 『ノーライフキング』新潮社（1988年 ・第2回三島由紀夫賞候補作、第10回野間文芸新人賞候補作）のち新潮文庫、のち河出文庫
- 『ワールズ・エンド・ガーデン』新潮社（1991年 ・第4回三島由紀夫賞候補作）、のち新潮文庫、のち河出書房新社より「いとうせいこうレトロスペクティブ」シリーズ収録
- 『からっぽ男の休暇』講談社（1991年）のち講談社文庫、のち河出書房新社より「いとうせいこうレトロスペクティブ」シリーズ『南島小説二題』収録
- 『解体屋外伝』講談社（1993年）のち講談社文庫、のち河出書房新社より「いとうせいこうレトロスペクティブ」シリーズ収録
- 『アタとキイロとミロリロリ』 幻冬舎（1994年）のち幻冬舎文庫
- 『スキヤキ』集英社（1995年）
- 『波の上の甲虫』求龍堂（1995年）のち幻冬舎文庫、のち河出書房新社より「いとうせいこうレトロスペクティブ」シリーズ『南島小説二題』収録
- 『豊かに実る灰』マガジンハウス（1996年）
- 『去勢訓練』太田出版（1997年）
- 『想像ラジオ』河出書房新社（2013年・第26回三島由紀夫賞候補作、第149回芥川龍之介賞候補作、第35回野間文芸新人賞受賞、第2回静岡書店大賞小説部門大賞受賞、iBooks Best of 2013 今年のベストブック、第10回 ダ・ヴィンチ編集部が選ぶプラチナ本 OF THE YEAR 2013、紀伊國屋書店スタッフが全力でおすすめするベスト30「キノベス！2014」1位、第11回本屋大賞候補作[39]）のち河出文庫。2014年3月9日、ニッポン放送開局60周年記念ラジオドラマとして放送。出演：西田敏行、小泉今日子
- 『存在しない小説』講談社（2013年）のち講談社文庫
- 『未刊行小説集』河出書房新社（2014年）「いとうせいこうレトロスペクティブ」シリーズ
- 『鼻に挟み撃ち』集英社（2014年）のち集英社文庫
- 『我々の恋愛』講談社（2016年）のち講談社文庫
- 『どんぶらこ』河出書房新社（2017年）
- 『小説禁止令に賛同する』集英社　(2018年）のち集英社文庫
- 『夢七日 夜を昼の國』文藝春秋（2020年）[注釈 4]

### 随筆
- 『難解な絵本』 角川書店、1990 のち文庫
- 『ワールドアトラス』太田出版（1990年）のち幻冬舎文庫
- 『全文掲載』新潮社（1992年）のち文庫
- 『世界のポップス1991』JICC出版局（1992年）
- 『そんなにまでして』世界文化社 1996
- 『岩だらけの懐かしい星』 角川書店 1996
- 『ボタニカル・ライフ 植物生活』紀伊国屋書店（1999年 のち新潮文庫・講談社エッセイ賞受賞・『植物男子ベランダー』としてドラマ化）
- 『職人ワザ!』新潮社（2005年）のち文庫
- 『自己流園芸ベランダ派』毎日新聞社（2006年・上記『ボタニカル・ライフ 植物生活』とともに『植物男子ベランダー SEASON2』としてドラマ化）

### 戯曲
- 『ゴドーは待たれながら』太田出版（1992年）
- 『幻覚カプセル』（1992年）※コント集
- 『怪しの世界』紀伊国屋書店（2001年） 夢枕獏、橋本治と共著

### 共著
- 『コンビニエンス物語』泉麻人 太田出版 1990 のち新潮文庫
- 『ハプニングみたい』岡崎京子 講談社 1992
- 『西麻布ダンス教室 舞踊鑑賞の手引き』桜井圭介,押切伸一共著 白水社 1994
- 『見仏記』中央公論社（1993年）みうらじゅん絵 のち角川文庫
- 『秘見仏記』みうらじゅん絵 中央公論社 1995 「見仏記2 仏友編」角川文庫
- 『世紀末は世紀末か』赤間啓之 早川書房 1995
- 『見仏記 海外篇』みうらじゅん 角川書店 1998 のち文庫
- 『ダンシング・オールナイト グルーヴィーな奴らを探せ!』押切伸一,桜井圭介共著 NTT出版 1998
- 『哲学』中村雄二郎 岩波書店 1999
- 『禅繪魂 是は何ぞ。』川崎ぶら共著 小学館 2000
- 『他流試合 兜太・せいこうの新俳句鑑賞 』金子兜太 新潮社 2001
- 『見仏記 親孝行篇』みうらじゅん 角川書店 2002 のち文庫
- 『文芸漫談 笑うブンガク入門』集英社（2005年）奥泉光、渡部直己共著
- 見仏記 ゴールデンガイド篇 みうらじゅん 角川書店 2009.4
- 世界文学は面白い。 文芸漫談で地球一周 奥泉光 集英社 2009.6
- 江戸のセンス 職人の遊びと洒落心 荒井修 集英社新書 2009.7
- 能十番―新しい能の読み方― ジェイ・ルービン 新潮社 2024.12

### 翻訳
- 井原西鶴『セケン ムナサンヨー』角川書店（1992年）
- 『マルクス・ラジオ』角川書店（1995年）※監訳
- 『イスラムの言葉』ナセル・ケミール編 紀伊国屋書店（1996年）
- 『好色一代男/雨月物語/通言総籬/春色梅児誉美』[41]

### その他
- 『「国境なき医師団」を見に行く』講談社、2017年11月。ISBN 978-4-06-220841-3。

## その他（映画）
- 東京国際ファンタスティック映画祭 - 2002年よりチーフクリエイターを務めた（2005年からはチーフプロデューサー）。現在、映画祭は休止中
- 第一回デジタルショートアワード  - 2003年当時チーフクリエイターを務めていた東京国際ファンタスティック映画祭が20周年目を迎える記念として、本人の発案により、短編映画コンペティション デジタルショートアワード「600秒」がスタート。 その後映画祭自体は開催休止になったが、2007年より、第一回デジタルショートアワード と名前を変え、「第一回デジタルショートアワード」として単独開催することが決定した。
- したまちコメディ映画祭in台東 …上野・浅草で年1回秋季に開催されている映画祭。台東区在住の縁もあり、初開催の2008年より総合プロデューサーを務めている。
- したまちコメディ大賞（2009年 - ） - したまちコメディ映画祭in台東にてより開催されている短編コメディ映像コンペティション。大林宣彦監督他とともに審査員を務めている。

## その他
- 「平和の俳句」 - 中日新聞・東京新聞・北陸中日新聞に掲載されている読者投稿による俳句の選者を担当している。